# Chroniques chinoises
Pour plus de détails, voir Fiche technique et Distribution.
Chroniques chinoises (chinois simplifié : 一部未完成的电影 ; pinyin : Yi Bu Wei Wan Cheng De Dian Ying) est une docufiction germano-singapourienne réalisée par Lou Ye et sortie en 2024.
Le film mêle fiction, images documentaires et séquences vidéo de la pandémie de COVID-19 pour créer un drame complexe sur les processus créatifs, l'homosexualité, les bouleversements sociaux et la censure gouvernementale en Chine,,.
Le film est présenté au Festival de Cannes 2024 dans le cadre des séances spéciales.

## Synopsis
En été 2019, une équipe de tournage découvre sur un vieil ordinateur des enregistrements d'un projet de film abandonné dix ans auparavant. Le film raconte l'histoire d'amour du jeune Jiang Chen avec un autre homme, Jiang entretenant en même temps une relation avec une femme. Le réalisateur Xiaorui propose de reprendre le projet, mais se heurte d'abord au scepticisme, car la représentation ouverte de l'homosexualité ne passerait pas la censure chinoise.
En janvier 2020, l'équipe de tournage commence néanmoins le tournage dans un hôtel près de Wuhan. Bientôt, elle reçoit des informations sur l'apparition d'une pandémie de COVID-19. Alors que les premiers membres de l'équipe sont confinés pour éviter la contagion, le réalisateur décide à contrecœur d'interrompre le tournage. Bientôt, tout le monde se retrouve bientôt en quarantaine en raison du confinement global de l'hôtel par les autorités. Dans l'isolement, les messages vidéo des téléphones et les nouvelles venant de Wuhan sont de plus en plus consultés par l'équipe de tournage. Le film devient de plus en plus fragmenté, le matériel documentaire se mêle aux séquences de fiction.

## Fiche technique
- Titre français : Chroniques chinoises[5]
- Titre original chinois : 一部未完成的电影, Yi Bu Wei Wan Cheng De Dian Ying[6],[7]
- Titre allemand : An Unfinished Film[8]
- Réalisation : Lou Ye
- Scénario : Lou Ye, Yingli Ma
- Photographie : Jian Zeng, Chen Kai,, Florian Zinke
- Montage : Tian Jiaming, Benjamin Mirguet
- Production : Philippe Bober, Yingli Ma
- Sociétés de production : Yingfilms, Essential Films, ZDF/Arte, Cinema Inutile, Teamfun International, Gold Rush Pictures
- Pays de production :  Singapour -  Allemagne
- Langue originale : mandarin
- Format : couleur
- Genres : docufiction, drame
- Durée : 106 minutes
- Date de sortie :
  - France : 16 mai 2024 (Festival de Cannes 2024)[4] ; 23 octobre 2024 (sortie nationale)
  - Singapour : 3 décembre 2024 (Festival international du film de Singapour) ; 16 janvier 2025 (sortie nationale)

## Distribution
- Qin Hao (zh) : Jiang Cheng
- Mao Xiaorui : le réalisateur Xiaorui
- Qi Xi : Sang Qi
- Huang Xuan : Ye Xiao
- Liang Ming : Ah-Jian
- Zhang Songwen : Tang
- Youyou : Paopao

## Production
Le tournage débute en 2019 mais doit être brusquement interrompu en raison de la pandémie de COVID-19. Le film est en partie inspiré d'événements réels : Lou Ye et son équipe ont effectivement retrouvé des séquences non utilisées de ses films précédents comme Nuits d'ivresse printanière (2009),. En raison de la pandémie, la scénariste Ma Yingli et Lou Ye ont dû remanier en profondeur le scénario initial. Ma Yingli, par ailleurs épouse et partenaire créative de Lou Ye, a étudié à la fin des années 1980 à l'Académie allemande du film et de la télévision de Berlin.